# RCDE Stadium
Estadi Cornellà-El Prat este un stadion de fotbal din apropiere de Barcelona, Spania. Construcția stadionului a durat trei ani și a costat aproximatix 60 de milioane de euro. Terminat în vara lui 2009, are o capacitate de 40.500 de locuri și este noul stadion al lui Espanol Barcelona. Este al optulea stadion din istoria clubului.

## Istorie

### Nume
Stadionul este acum cunoscut sub numele de Estadi Cornellà-El Prat, deoarece se află în împrejurimile municipalităților Cornellà și El Prat. Clubul speră că va găsi un cumpărător pentru dreptul de numire al stadionului. După moartea căpitanului Daniel Jarque, mulți au propus ca stadionul să fie numit în cinstea lui, dar până acum clubul nu a decis ce va face.

## Inaugurare
Espanyol a învins cu 3-0 pe Liverpool FC în meciul de inaugurare de pe 2 august 2009. Golurile au fost înscrise de Luis García și Ben Sahar. Curios ,Garcia a înscris golul său în partea care duce spre El Prat, iar Ben Sahar în cea care duce spre Cornellà.

## Galerie

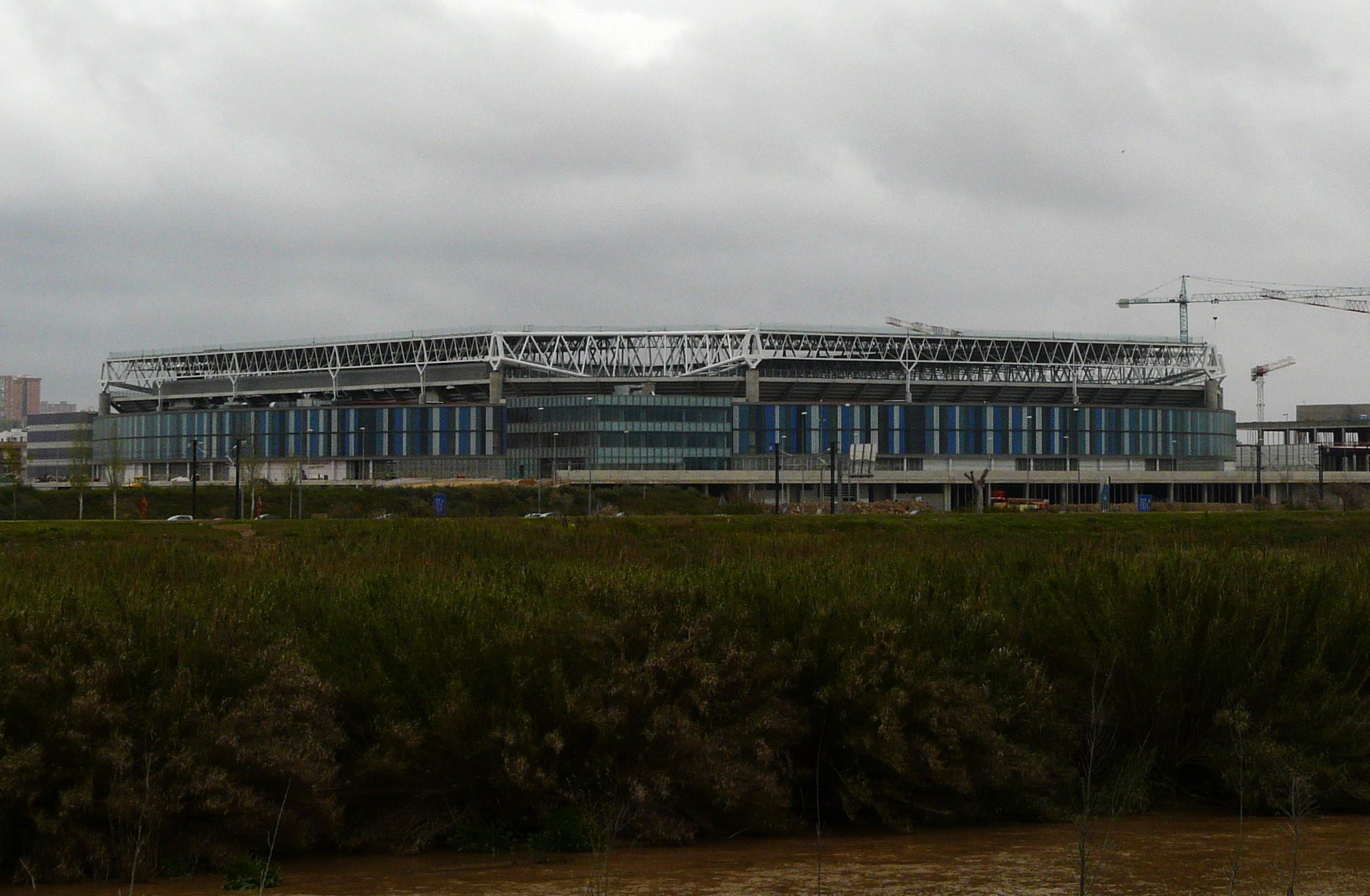
External view of the stadium
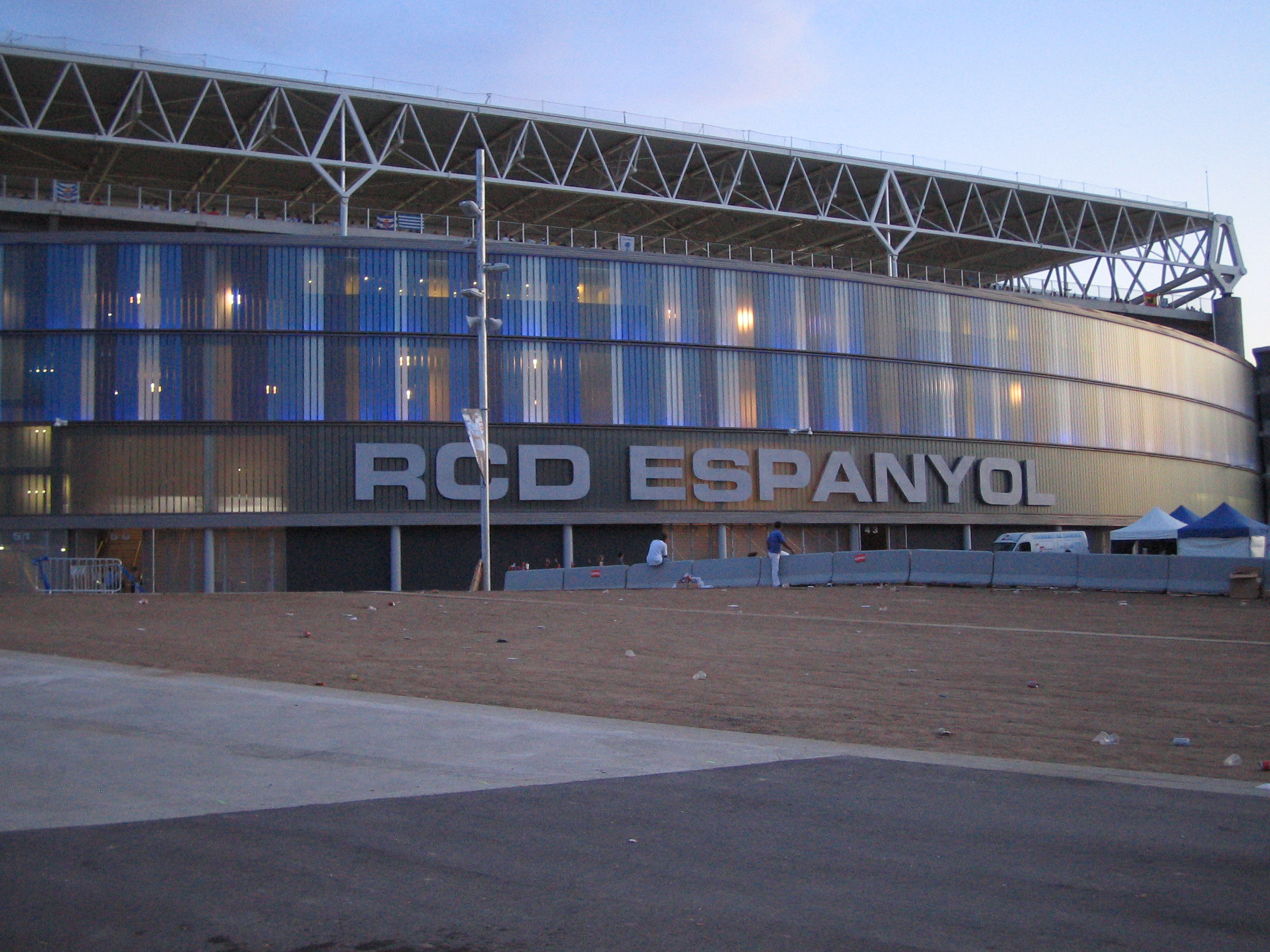
Estadi Cornellà-El Prat
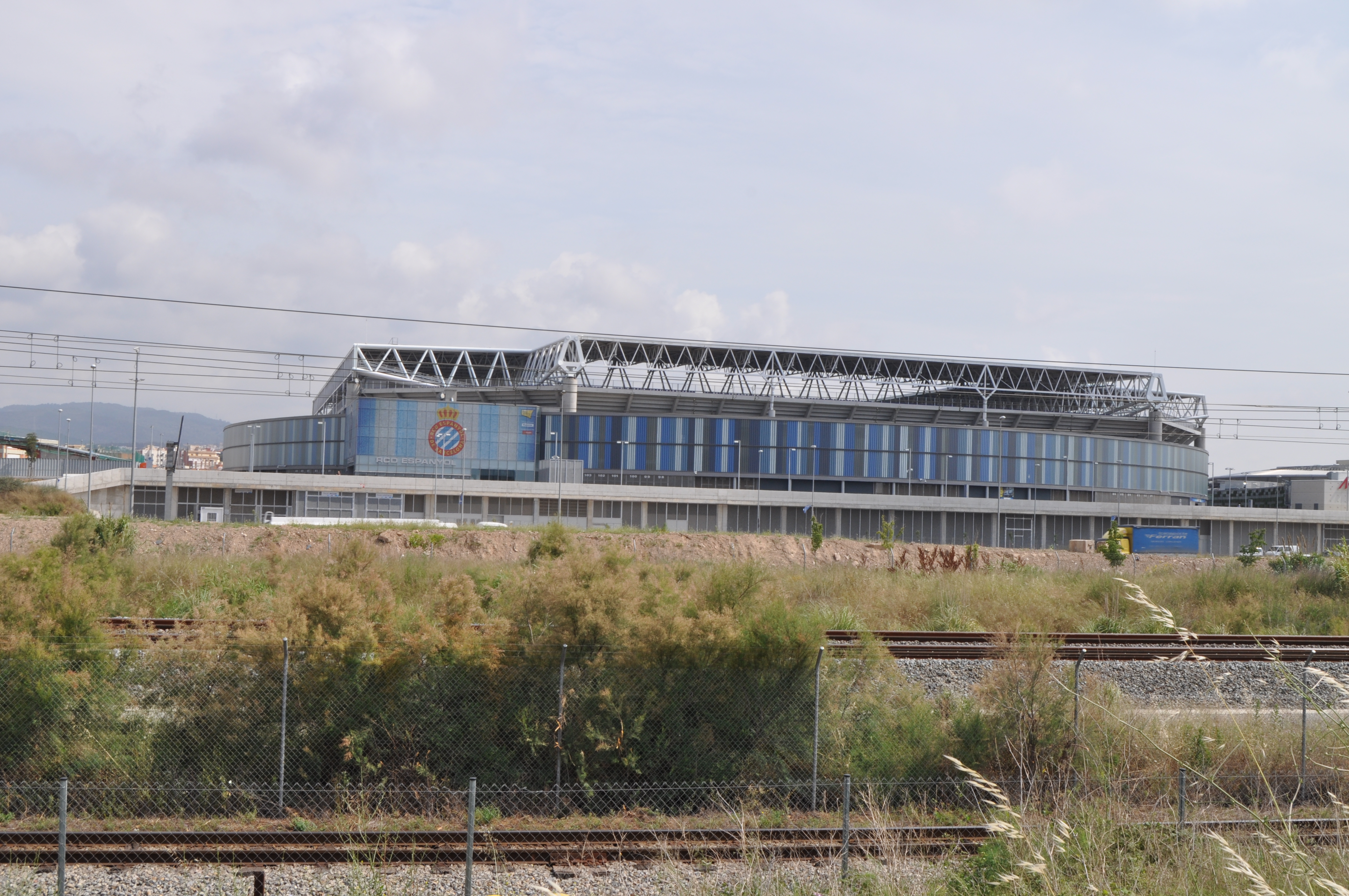
Estadi Cornellà-El Prat.